# The Paramour Sessions
 (février 2024).
Si vous disposez d'ouvrages ou d'articles de référence ou si vous connaissez des sites web de qualité traitant du thème abordé ici, merci de compléter l'article en donnant les références utiles à sa vérifiabilité et en les liant à la section « Notes et références ».
Albums de Papa Roach
Getting Away With Murder
(2004) Metamorphosis
(2009)
Singles
1. ...To Be Loved
Sortie : 11 octobre 2006
2. Forever
Sortie : 15 juin 2007

The Paramour Sessions est le cinquième album studio du groupe américain de nu metal Papa Roach sorti le 12 septembre 2006 sur le label Geffen Records.
Le titre Roses On My Grave rend hommage au grand-père du chanteur, nommé Howard William Roatch d'où ils ont tiré le nom de leur groupe. Il s'est en effet suicidé au cours de l'année 2005.
Le single ...To Be Loved' est également le thème de WWE Raw, fédération de catch américain.
Forever, est sorti en single en juin 2007, devenant ainsi leur deuxième plus grand succès aux États-Unis, se classant 55e au Billboard Hot 100.
Malgré le succès modéré de ces singles, l'album n'a obtenu aucune certification depuis sa sortie. Cependant, les ventes aux États-Unis s'élèvent à environ 470 000 exemplaires. 

## Liste des chansons
Toutes les chansons sont écrites et composées par Jacoby Shaddix et Tobin Esperance (sauf mention contraire).
| No  | Titre                                   | Auteur                              | Durée |
| --- | --------------------------------------- | ----------------------------------- | ----- |
| 1.  | ...To Be Loved                          |                                     | 3:03  |
| 2.  | Alive (N' Out of Control)               |                                     | 3:22  |
| 3.  | Crash                                   |                                     | 3:21  |
| 4.  | The World Around You                    | Shaddix, Esperance, Buckner, Horton | 4:35  |
| 5.  | Forever                                 | Shaddix, Esperance, Buckner, Horton | 4:06  |
| 6.  | I Devise My Own Demise                  |                                     | 3:36  |
| 7.  | Time Is Running Out                     |                                     | 3:23  |
| 8.  | What Do You Do?                         | Shaddix, Esperance, Buckner         | 4:22  |
| 9.  | My Heart Is a Fist (avec Travis Barker) | Shaddix, Esperance, Horton          | 4:58  |
| 10. | No More Secrets                         | Shaddix, Esperance, Horton          | 3:15  |
| 11. | Reckless                                | Shaddix, Esperance, Buckner         | 3:34  |
| 12. | The Fire                                | Shaddix, Esperance, Horton          | 3:32  |
| 13. | Roses on My Grave                       | Shaddix, Horton                     | 3:13  |
| 14. | The Addict                              | Shaddix, Horton                     | 3:29  |